# Loup (Fluss)
Der Loup  ist ein Fluss im Süden Frankreichs, der im Département Alpes-Maritimes in der Region Provence-Alpes-Côte d’Azur verläuft. Sein Quellbach Vallon de l’Audibergue entspringt beim Weiler La Moulière im Gemeindegebiet von Andon. Der Fluss entwässert im Oberlauf durch den Regionalen Naturpark Préalpes d’Azur zunächst Richtung Ost, später nach Südost und mündet nach rund 49 Kilometern an der Gemeindegrenze von Cagnes-sur-Mer und Villeneuve-Loubet in das Mittelmeer.

## Orte am Fluss
- Andon
- Gréolières
- Gourdon
- Le Bar-sur-Loup
- Tourrettes-sur-Loup
- La Colle-sur-Loup
- Villeneuve-Loubet

## Sehenswürdigkeiten
- Wasserfälle Saut du Loup und Cascade de Courmes
- Schlucht Gorges du Loup, ein über Frankreich hinaus bekanntes Klettergebiet

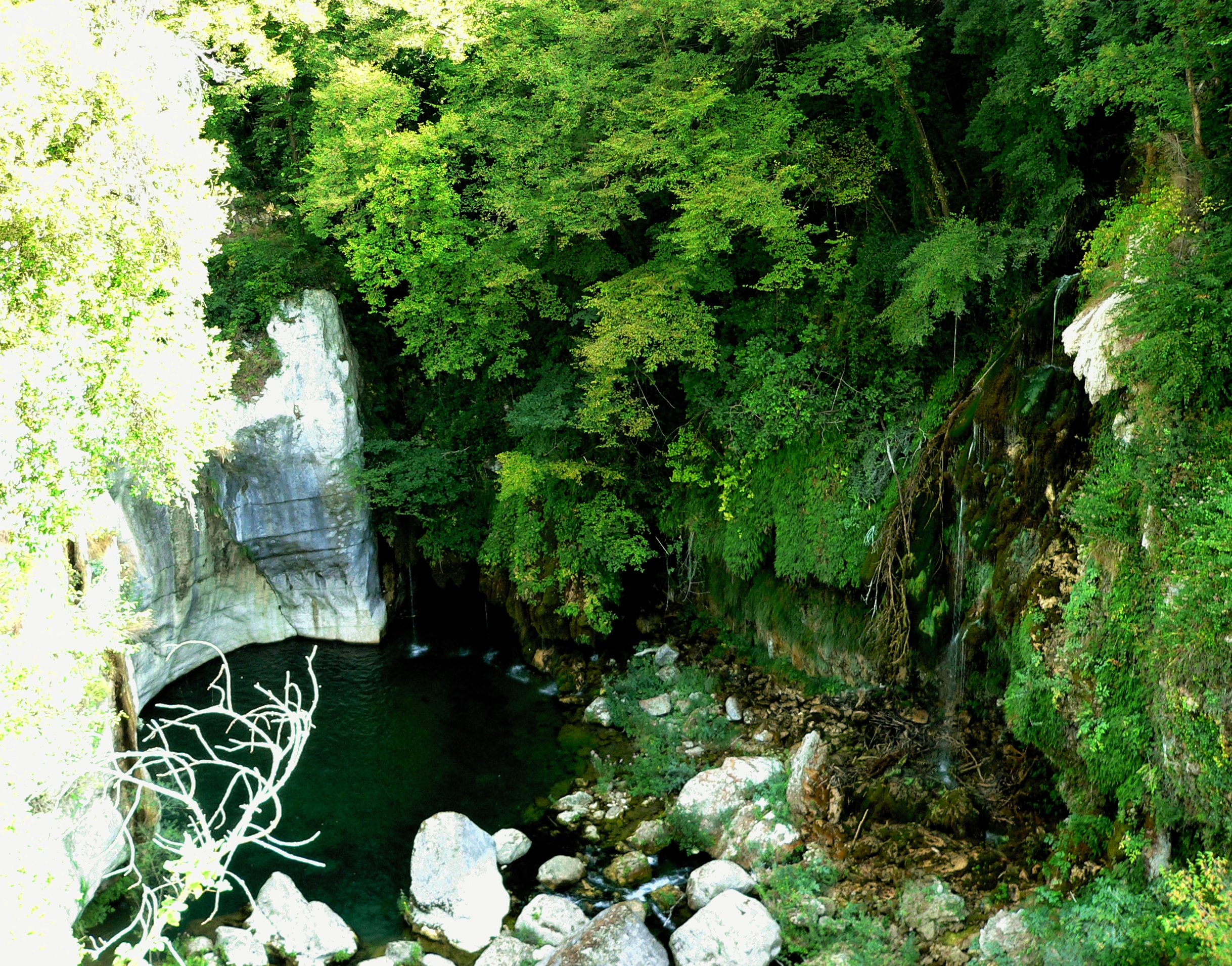
Saut du Loup
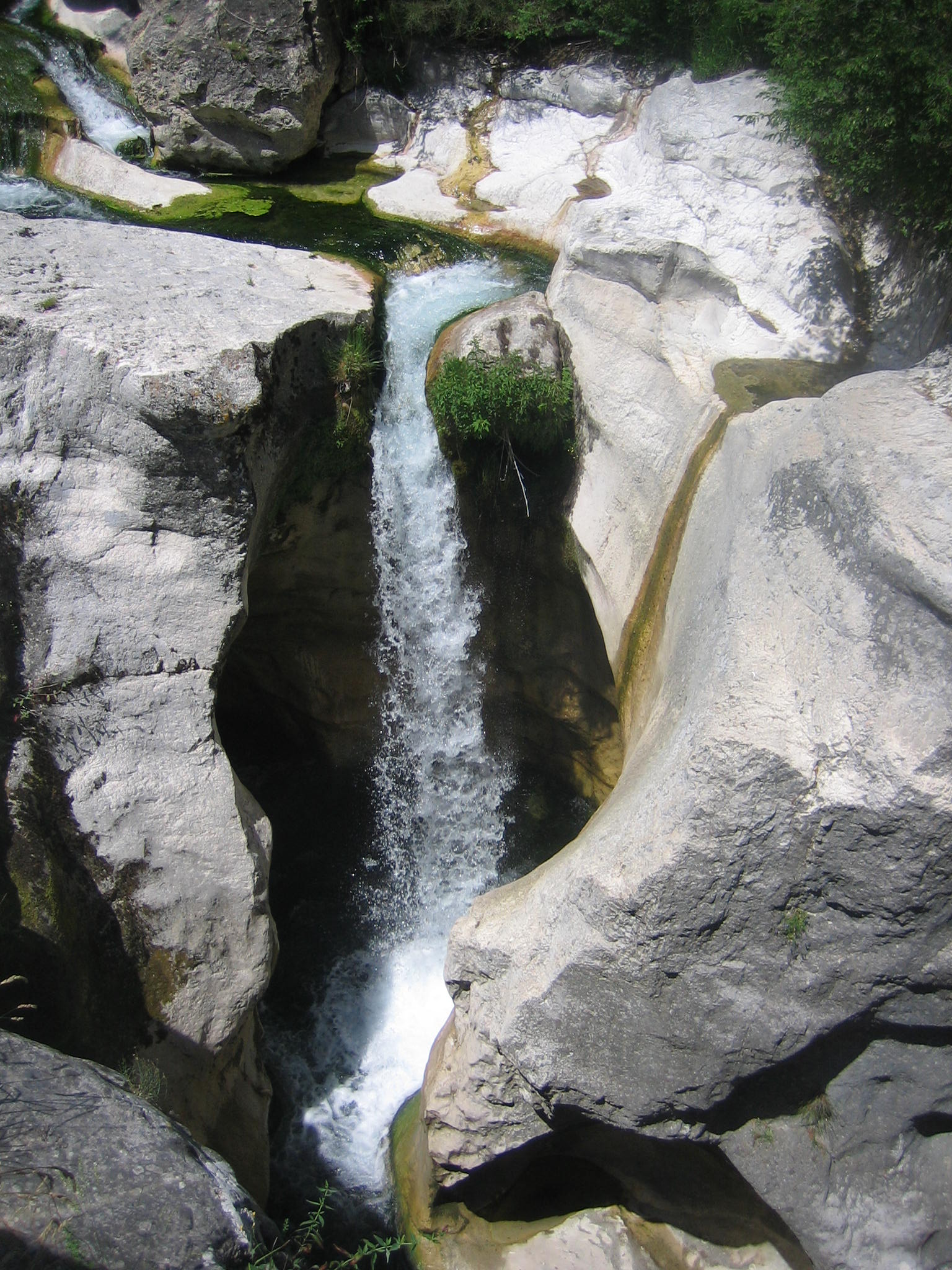
Saut du Loup
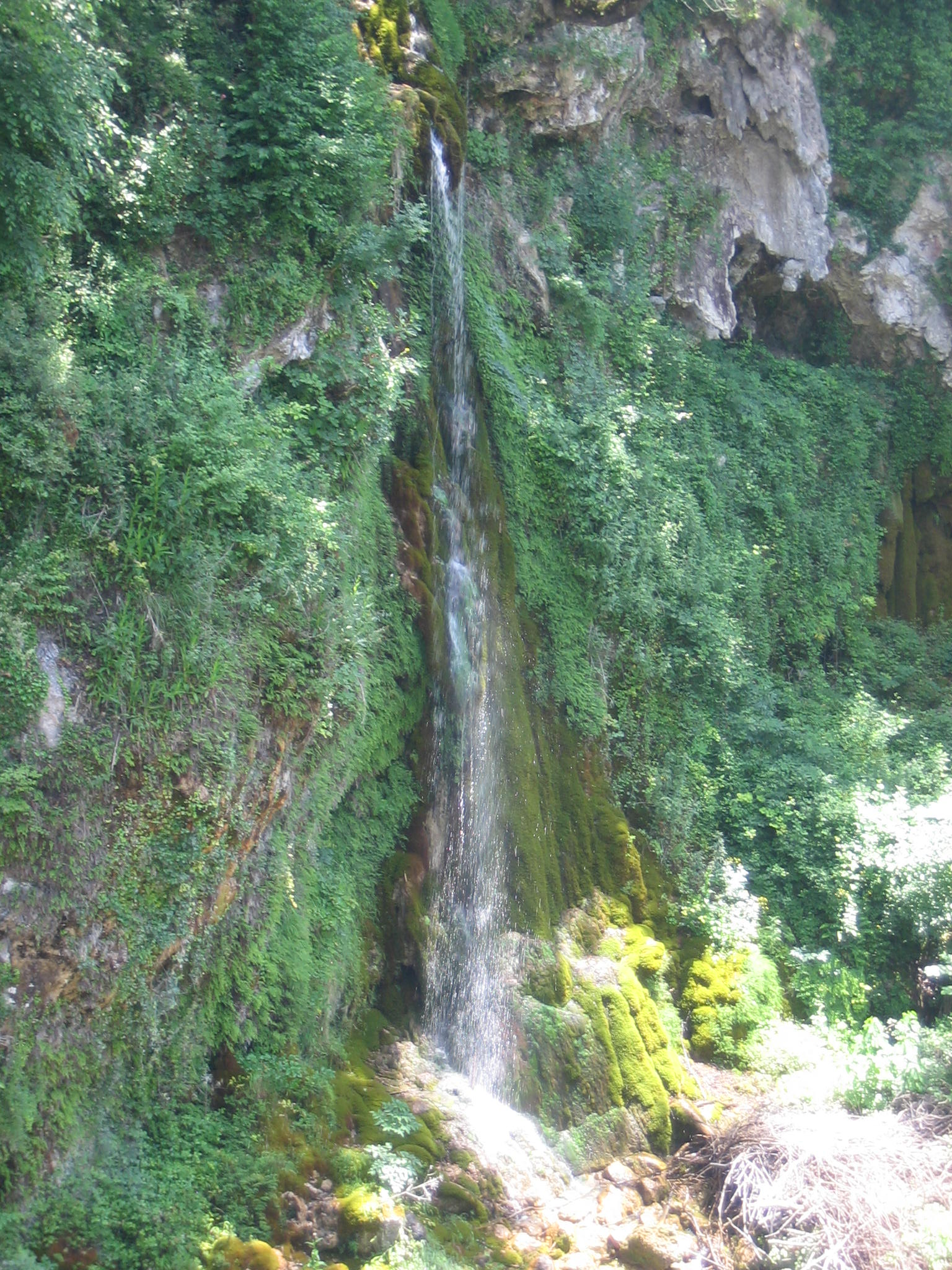
Saut du Loup